# Plaza de San Andrés (Madrid)
La plaza de San Andrés es una plaza de la ciudad española de Madrid, situada en el barrio de Palacio, perteneciente al distrito Centro, delimitada por la plaza del Humilladero, la plaza de los Carros, la calle del Almendro y la costanilla de San Pedro. En su perímetro, peatonal desde la última década del siglo xx, destaca la arquitectura de la iglesia de San Andrés y en especial el cimborrio de la capilla de san Isidro. A un costado se conserva también el edificio del antiguo palacio de los condes de Paredes, rehabilitado desde 2000 como Museo de los Orígenes y Casa de San Isidro.

## Historia
En el plano de Texeira de 1656 figura rotulada como calle de San Andrés, mientras que en el de Antonio Espinosa de los Monteros de 1769 aparece como barrio de San Andrés. Peñasco y Cambronero anotan también que en su origen el espacio estuvo ocupado por el cementerio de la parroquia de San Andrés, edificio que ya se menciona en el Fuero de Madrid de 1202, asociado al antiguo barrio mudéjar y a la morería.
Las primeras edificaciones particulares conocidas en su perímetro datan de 1699, aunque con anterioridad a ellas algunos autores sitúan aquí la que fuera casa de Isidro Labrador, demolida en 1972, debido a su mal estado, que ocupaba un palacio del siglo xvi, propiedad de la familia de los Lujanes, levantado sobre el palacio de los Vargas, amos del que luego sería llamado San Isidro. Posteriormente, el palacio fue ocupado por el Nuncio Apostólico tras el traslado de la Corte a Madrid. Después, y hasta el siglo xix, el palacio perteneció a los condes de Paredes de Nava y, más tarde, al marqués de Peñafuente. En 1986 fue adquirido por el Ayuntamiento de Madrid, que lo rehabilitó para albergar la Casa de San Isidro y el Museo de los Orígenes, dedicado a la historia de la ciudad desde la prehistoria hasta el establecimiento de la cortes cristianas a través de piezas arqueológicas, maquetas y grabados.